# Dorippe sinica
Dorippe sinica is een krabbensoort uit de familie van de Dorippidae. De wetenschappelijke naam van de soort is voor het eerst geldig gepubliceerd in 1980 door Chen.